# Augochlora perimelas
Augochlora perimelas är en biart som beskrevs av Cockerell 1900. Augochlora perimelas ingår i släktet Augochlora och familjen vägbin. Inga underarter finns listade.